# 1875年の相撲
1875年の相撲（1875ねんのすもう）は、1875年の相撲関係のできごとについて述べる。

## 興行
- 4月場所（東京相撲）[1]
  - 興行場所:本所回向院
  - 晴天10日間興行
- 9月場所（東京大阪合併相撲）[2]
  - 興行場所:難波新地
  - 10日間興行
- 10月場所（三都合併相撲）[3]
  - 興行場所:祇園神社北林御免地
  - 10日間興行

## 誕生
- 1月4日 - 國ヶ岩夘八（最高位：前頭18枚目格付出（京都大関）、所属：入間川部屋、+ 1933年【昭和8年】）[4]
- 3月23日 - 有明吾郎（最高位：小結、所属：伊勢ノ海部屋、+ 1943年【昭和18年】）[5]

## 死去
- 10月15日 - 盤石力勝（最高位：前頭筆頭（現役没）、所属：木瀬部屋→錦戸部屋、* 1834年【天保5年】）